# Wapae
Wapae è un singolo del rapper americano 6ix9ine insieme ai cantanti sudamericani Lenier, Bulin 47 e Angel Dior. La canzone è stata rivelata in anteprima su Instagram una settimana prima dell'uscita, avvenuta il 15 aprile 2023. Il singolo è il secondo estratto dell'album Leyenda viva. Nel video c'è anche la partecipazione del collettivo ugandese Triplets Ghetto Kids, ai quali dopo regalò dei soldi per beneficenza.

## Traccia
1. 6ix9ine – Wapae (feat. Bulin 47, Lenier, Angel Dior) – 2:55